# Tour de França de 1957
L'edició del Tour de França 1957 veurà l'aparició d'una gran estrella: Jacques Anquetil, amb 23 anys, guanyarà el primer dels seus 5 Tours.
La sortida es farà a Nantes, on 12 formacions de 10 corredors prendran la sortida. Cap d'elles arribarà al complet a París. Els francesos exerceixen un domini absolut en aquesta edició, en guanyar 16 de les 24 arribades.
El Tour de França arribarà a Barcelona per primera vegada, amb la realització d'una contrarellotge a Montjuïc.

## Resultats

### Classificació general
| Classificació General                 | Classificació General | Classificació General | Classificació General |
| ------------------------------------- | --------------------- | --------------------- | --------------------- |
| 1.                                    | Jacques Anquetil      | França                | 135h44'42"            |
| 2.                                    | Marcel Janssens       | Bèlgica               | a 14'56"              |
| 3.                                    | Adolf Christian       | Àustria               | a 17'20"              |
| 4.                                    | Jean Forestier        | França                | a 18'02"              |
| 5.                                    | Jesús Loroño          | Espanya               | a 20'17"              |
| 6.                                    | Gastone Nencini       | Itàlia                | a 26'03"              |
| 7.                                    | Nino Defilippis       | Itàlia                | a 27'57"              |
| 8.                                    | Wim Van Est           | Països Baixos         | a 28'10"              |
| 9.                                    | Jan Adriaenssens      | Bèlgica               | a 34'07"              |
| 10.                                   | Jean Dotto            | França                | a 36'31"              |
| 120 participats, 56 acabaren la cursa |                       |                       |                       |

### Gran Premi de la Muntanya
| 1r | Gastone Nencini | 44 pts |
| 2n | Louis Bergaud   | 43 pts |
| 3r | Marcel Janssens | 32 pts |

### Classificació de la Regularitat
| 1r | Jean Forestier  | 301 pts |
| 2n | Wim Van Est     | 317 pts |
| 3r | Adolf Christian | 366 pts |

### Classificació per equips
| 1r | França |

### Etapes
| Etapa   | Recorregut                     | km       | Guanyador          | Líder            |
| 1a      | Nantes - Granville             | 204      | André Darrigade    | André Darrigade  |
| 2a      | Granville - Caen               | 226      | René Privat        | René Privat      |
| 3a (a)  | Circuit de la Prairie a Caen   | 15 (CRE) | França             | René Privat      |
| 3a (b)  | Caen - Rouen                   | 134      | Jacques Anquetil   | René Privat      |
| 4a      | Rouen - Roubaix                | 232      | Marcel Janssens    | René Privat      |
| 5a      | Roubaix - Charleroi            | 170      | Gilbert Bauvin     | Jacques Anquetil |
| 6a      | Charleroi - Metz               | 248      | André Trochut      | Jacques Anquetil |
| 7a      | Metz - Colmar                  | 223      | Roger Hassenforder | Nicolas Barone   |
| 8a      | Colmar - Besançon              | 192      | Pierino Baffi      | Jean Forestier   |
| 9a      | Besançon - Thonon-les-Bains    | 188      | Jacques Anquetil   | Jean Forestier   |
| 10a     | Thonon-les-Bains - Briançon    | 247      | Gastone Nencini    | Jacques Anquetil |
| 11a     | Briançon - Canes               | 286      | René Privat        | Jacques Anquetil |
| 12a     | Canes - Marsella               | 239      | Jean Stablinski    | Jacques Anquetil |
| 13a     | Marsella - Alès                | 160      | Nino Defilippis    | Jacques Anquetil |
| 14a     | Alès - Perpinyà                | 246      | Roger Hassenforder | Jacques Anquetil |
| 15a (a) | Perpinyà - Barcelona           | 197      | René Privat        | Jacques Anquetil |
| 15a (b) | Circuit de Montjuïc            | 10 (CRI) | Jacques Anquetil   | Jacques Anquetil |
| 16a     | Barcelona - Ax-les-Thermes     | 220      | Jean Bourlès       | Jacques Anquetil |
| 17a     | Ax-les-Thermes - Saint-Gaudens | 236      | Nino Defilippis    | Jacques Anquetil |
| 18a     | Saint-Gaudens - Pau            | 207      | Gastone Nencini    | Jacques Anquetil |
| 19a     | Pau - Bordeus                  | 194      | Pierino Baffi      | Jacques Anquetil |
| 20a     | Bordeus - Liborna              | 66 (CRI) | Jacques Anquetil   | Jacques Anquetil |
| 21a     | Liborna - Tours                | 317      | André Darrigade    | Jacques Anquetil |
| 22a     | Tours - París                  | 227      | André Darrigade    | Jacques Anquetil |